# Habib Jusufi
Habib Jusufi (tadż. Ҳабиб Юсуфӣ, ur. 1916 w Samarkandzie, zm. 22 lutego 1945 pod Warszawą) – tadżycki poeta.

## Życiorys
Urodził się w rodzinie nauczyciela wyższej szkoły religijnej. Początkowo kształcił się w domu u ojca, a w 1940 ukończył studia na Wydziale Filologicznym Uzbeckiego Uniwersytetu Państwowego. Pierwsze wiersze opublikował w prasie w 1936, pisał m.in. klasyczne w formie gazelu o tematyce współczesnej. Na jego poezję wywarła wpływ twórczość m.in. Majakowskiego. Tłumaczył również na tadżycki rosyjską poezję, m.in. utwory Puszkina (np. Połtawa, Jeniec kaukaski), Lermontowa, Majakowskiego i innych. W 1939 został przyjęty do Związku Pisarzy ZSRR. Na początku 1942 został powołany do Armii Czerwonej, w marcu 1943 ukończył szkołę wojskową i w stopniu porucznika został skierowany na Front Leningradzki, gdzie dowodził baterią artylerii. Później brał udział w walkach na terytorium krajów bałtyckich i Polski. Został odznaczony Orderem Czerwonej Gwiazdy i Medalem za obronę Leningradu. Zginął w walce pod Warszawą.